# 500'erne f.Kr.
Århundreder: 7. århundrede f.Kr. – 6. århundrede f.Kr. – 5. århundrede f.Kr.
Årtier: 550'erne f.Kr. 540'erne f.Kr. 530'erne f.Kr. 520'erne f.Kr. 510'erne f.Kr. – 500'erne f.Kr. – 490'erne f.Kr. 480'erne f.Kr. 470'erne f.Kr. 460'erne f.Kr. 450'erne f.Kr.
År: 509 f.Kr. 508 f.Kr. 507 f.Kr. 506 f.Kr. 505 f.Kr. 504 f.Kr. 503 f.Kr. 502 f.Kr. 501 f.Kr. 500 f.Kr.